# قضيبية ناشية متبدلة
قضيبية ناشية متبدلة (الاسم العلمي: Naxibacter varians) هي نوع من البكتيريا، سلبية الغرام، تتبع القضيبيات ناشية.